# Elementarbereich
Der Elementarbereich (auch Elementarstufe genannt) bezeichnet die erste Stufe des deutschen Bildungssystems, in der Institutionen vorschulischer Förderung, Bildung und Betreuung von Kindern im noch nicht schulpflichtigen Alter zusammengefasst werden. Bildung des Elementarbereichs bezeichnet man als Elementarbildung.
An den Elementarbereich schließt der Primarbereich an.
Für schulpflichtige, aber nicht schulfähige Kinder gibt es in einigen Ländern weitere Einrichtungen, z. B. Schulkindergärten, Vorklassen oder Grundschulförderklassen.
Ob diese dem Elementar- oder Primarbereich zugeordnet werden, ist in den Ländern unterschiedlich geregelt.
Der Besuch dieser Einrichtungen ist in der Regel freiwillig, kann jedoch in der Mehrzahl der betreffenden Länder angeordnet werden.
Die Bezeichnung Elementarbereich wird auch in der International Standard Classification of Education (ISCED) verwendet und entspricht dort der Stufe 0 Frühkindliche Bildung, Betreuung und Erziehung. Seit ISCED-2011 wird diese Stufe in den Bereich für Kinder unter drei Jahren und den Bereich für Kinder von drei Jahren bis zum Schuleintritt unterteilt.

## Geschichtliche Entwicklung
Durch eine Definition des Deutschen Bildungsrates wurden 1970 im Strukturplan für das Bildungswesen unter Elementarstufe alle Einrichtungen familienergänzender Bildung und Erziehung für Kinder im vorschulischen Alter nach Vollendung des 3. Lebensjahres verstanden.
Die Elementarstufe wurde dabei explizit als unverzichtbarer Bestandteil des gesamten Bildungssystems verstanden, wobei im Rahmen der Elementarerziehung überlegte und geplante Lernprozesse stattfinden sollten, die auf Kontinuität angelegt und auf Qualität überprüft werden müssen.
Bayern hat 1973 als erstes Bundesland Vorgaben zur Bildungs- und Erziehungsarbeit (DVBayKiG) für anerkannte Kindergärten erstellt.
Durch Debatten um eine frühkindliche Bildung und durch eine massive Schaffung von Betreuungsplätzen für Kinder unter 3 Jahren werden unter Elementarbereich heutzutage auch solche Einrichtungen verstanden.

## Einrichtungen des Elementarbereichs
Zum Elementarbereich zählen heute also alle Einrichtungen freier und öffentlicher Träger der Kinder- und Jugendhilfe, die Kinder bis zum Schulbeginn aufnehmen und diese betreuen, erziehen und bilden.
Dies sind Einrichtungen wie Kindergärten, Kindertagesstätten, Kinderkrippen, Vorschulen und vergleichbare Einrichtungen.
Seit 2005 ist die Kindertagespflege als gleichrangige alternative Betreuungsform aufgewertet. Der gesetzliche Bildungsauftrag erstreckt sich auch auf die Kindertagespflege.
Die Einrichtungen des Elementarbereichs sind beinahe ausschließlich dem Bereich der Kinder- und Jugendhilfe zugeordnet. Die Zuständigkeit liegt auf Bundesebene im Rahmen der öffentlichen Fürsorge beim Bundesministerium für Familie, Senioren, Frauen und Jugend (BMFSFJ) sowie auf Länderebene bei den Jugend- und Sozialministerien, zum Teil auch bei den Kultusministerien.

## Bildung
Die Elementarpädagogik ist die Pädagogik des Elementarbereichs.
2004 verabschiedete die Kultusministerkonferenz ein Rahmenkonzept für die Bildungsprozesse im Elementarbereich. Die Länder sollten sich über gemeinsame Grundsätze der Bildungsarbeit der Kindertageseinrichtungen verständigen. Durch Bildungspläne auf Landesebene sollten diese Rahmenbedingungen konkretisiert, ausgefüllt und erweitert werden.
Ziel war auch, die Verbindung zwischen Elementar- und Primarbereich sicherzustellen und den Übergang zu verbessern.
Daraufhin haben viele Länder Bildungspläne für den Elementarbereich entwickelt. Beispiele hierfür sind die entstandenen Orientierungspläne in Baden-Württemberg oder Niedersachsen oder der bayerische Bildungsplan.
Nach dem Gemeinsamen Rahmen der Länder für die frühe Bildung in Kindertageseinrichtungen steht im Vordergrund der Erziehungs- und Bildungsbemühungen im Elementarbereich die Vermittlung grundlegender Kompetenzen und die Entwicklung und Stärkung persönlicher Ressourcen, die das Kind motivieren und darauf vorbereiten, künftige Lebens- und Lernaufgaben aufzugreifen und zu bewältigen, verantwortlich am gesellschaftlichen Leben teilzuhaben und ein Leben lang zu lernen.
Dabei wurden explizit neben der Persönlichkeitsentwicklung verschiedene inhaltliche Bildungsbereiche festgehalten.
Nach dem Gemeinsamen Rahmen der Länder für die frühe Bildung in Kindertageseinrichtungen sind dies (gültig für Kinder ab zwei bis drei Jahren):
- Sprache, Schrift, Kommunikation
- Personale und soziale Entwicklung, Werteerziehung/religiöse Bildung[12]

- Mathematik, Naturwissenschaft, (Informations-)Technik
- Musische Bildung/Umgang mit Medien
- Körper, Bewegung, Gesundheit
- Natur und kulturelle Umwelten

Umgesetzt wurde dies in den Ländern unterschiedlich. Im baden-württembergischen Orientierungsplan sind daraus zum Beispiel die Bildungs- und Entwicklungsfelder „Körper“, „Sinne“, „Sprache“, „Denken“, „Gefühl und Mitgefühl“, „Sinn, Werte und Religion“ entstanden.
Allerdings sind für den Elementarbereich weder Unterrichtsfächer und Wochenstundenzahlen vorgegeben noch werden Lehrpläne im schulischen Sinn entwickelt.

## Organisation
Das pädagogische Personal im Elementarbereich hat nicht den Status von Lehrkräften und wird im Allgemeinen auch nicht verbeamtet.
Das Personal im Elementarbereich setzt sich vor allem aus pädagogischen Fachkräften wie Erziehern, teilweise auch Sozialpädagogen und Kindheitspädagogen und pädagogischen Hilfskräften wie Kinderpflegern und Sozialassistenten zusammen.
Die Verantwortung für die Qualität einer Kindertageseinrichtung liegt, anders als im Primarbereich, beim jeweiligen Träger der Einrichtung.
In Deutschland ist der Besuch des Elementarbereichs nicht obligatorisch, obwohl vereinzelt immer wieder über ein verpflichtendes letztes Kindergartenjahr diskutiert wird.
Seit dem 1. August 2013 gibt es allerdings einen Rechtsanspruch auf einen Betreuungsplatz für Kinder unter 3 Jahren.
Zugleich besteht allerdings noch kein flächendeckender Ausbau entsprechender Einrichtungen.

## Finanzierung
Im Jahr 2009 gaben die öffentlichen Haushalte laut Finanzierungsstatistik 14,1 Milliarden Euro für die Kindertageseinrichtungen aus. Der Anteil der Länder belief sich auf 5,7 Milliarden Euro oder 40,1 Prozent der Ausgaben für den Elementarbereich und der Anteil der Kommunen auf 8,4 Milliarden Euro bzw. 59,5 Prozent der Ausgaben.